# Mariusz Kujawski
Mariusz Kujawski (ur. 17 listopada 1986 w Chełmży) – polski kajakarz, medalista mistrzostw świata i Europy, wielokrotny mistrz Polski, olimpijczyk z Pekinu (2008)

## Kariera sportowa
Jest zawodnikiem Zawiszy Bydgoszcz. Jego największym sukcesem w karierze jest wicemistrzostwo świata w konkurencji K-2 1000 w 2007 (z Adamem Seroczyńskim). Ponadto w 2013 wywalczył brązowy medal mistrzostw Europy w konkurencji K-2 500 m (z Pawłem Szandrachem), a także trzy medale Letniej Uniwersjady w Kazaniu - złoty w konkurencji K-2 1000 m, srebrny w konkurencji K-2 500 m (w obu startach z Pawłem Szandrachem) oraz brązowy w konkurencji K-4 500 m (z Pawłem Szandrachem, Sebastianem Szypułą i Dawidem Putto).
Startował na Igrzyskach olimpijskich w 2008, zajmując 4. miejsce w konkurencji K-2 1000 m (z Adamem Seroczyńskim), jednak został pozbawiony tego miejsca po dyskwalifikacji partnera z osady za doping.
W pozostałych startach na mistrzostwach świata zajmował miejsca:
- 2005: 4 m. (K-4 500 m), 8 m. (K-4 200 m)- w obu startach z Tomaszem Górskim, Tomaszem Żądło i Rafałem Głażewskim)
- 2010 – 5 m. (K-2 1000 m) – Rafałem Rosolskim
- 2013: 5 m. (K-2 500 m), 4 m. (K-2 1000 m) – w obu startach z Pawłem Szandrachem

W pozostałych startach na mistrzostwach Europy zajmował miejsca:
- 2005: 9 m. (K-4 500 m)
- 2006: 4 m. (K-4 500 m), 5 m. (K-4 1000 m)
- 2010: 8 m. (K-2 1000 m) – z Krzysztofem Łuczakiem
- 2012: 6 m. (K-2 1000 m) – z Pawłem Szandrachem
- 2013: 4 m. (K-2 1000 m) – z Pawłem Szandrachem
- 2015: 5 m. (K-4 1000 m)

Jest 19-krotnym mistrzem Polski:
- K-1 500 m: 2010
- K-1 1000 m: 2006, 2007
- K-1 4 x 200 m: 2011
- K-2 500 m: 2014 (z Pawłem Szandrachem), 2018 (z Martinem Brzezińskim)
- K-2 1000 m: 2011 (z Rafałem Maroniem), 2012, 2013, 2015 (w trzech startach z Pawłem Szandrachem), 2018 (z Martinem Brzezińskim)
- K-4 200 m: 2006, 2008
- K-4 500 m: 2006, 2008
- K-4 1000 m: 2008, 2012, 2014, 2015

Jest żołnierzem Wojska Polskiego w stopniu kaprala